# Abd-al-Màlik al-Ghazi
Abu-Marwan Abd-al-Màlik al-Ghazi o, més senzillament, Abd-al-Màlik al-Ghazi fou sultà sadita, fill de Muhammad I al-Mahdi. Va agafar el títol honorífic d'al-Mutasim.
Després de l'assassinat del seu pare, Mahàmmad aix-Xaykh el 1557 i la següent lluita pel poder entre el mawlāy Abd-Al·lah al-Ghàlib i el seu oncle Abd al-Malik, Ahmad Abd al-Malik estava a Sigilmasa junt amb el seu germà Abd-al-Màlik al-Ghazii i en considerar en perill la seva vida van fugir cap Tlemcen, a la Regència d'Alger on se'ls va reunir poc després un tercer germà, Abd al-Mumen. Abd-al-Màlik va pujar al tron el 1576 i va designar Àhmad com a hereu. Després d'un temps residint a Tlemcen es van traslladar a Alger on van viure fins a la mort d'Abd Allah. Llavors Abd al-Malik va anar a Constantinoble (febrer) i va demanar al sultà un exèrcit per enderrocar al seu nebot; el sultà va refusar. Però Abd al-Malik i la seva mare Sahaba Rahmania van restar a la cort insistint una vegada i una altra amb el sultà, que es diu que va canviar d'idea pel fet que les forces cristianes castellanes havien ocupat Tunis (10 d'octubre de 1573) i el sultà Murad III a causa d'un somni va enviar una flota per la reconquesta (450 vaixells i 100.000 soldats i auxiliars manats per Sinan Pasha) que van conquerir Tunis després d'un setge de 40 dies, el 3 de setembre de 1574; Abd al-Malek s'havia embarcat amb aquesta flota. Immediatament després de la victòria Abd al-Malik va enviar un missatger per portar notícies dels fets a la cort del sultà, el qual va arribar abans que els missatgers oficials. La seva mare Sahaba Rahmania va ser la primera que se'n va assabentar, va anar a palau i li va donar la notícia al sultà i li va demanar com a recompensa per haver-li donat aquesta bona notícia que enviés un exèrcit a posar al tron al seu fill al Marroc, i finalment el sultà, content per l'èxit, hauria accedit.
El 1575 Abd al-Malik estava a Alger amb l'ordre del sultà per reunir gent per l'empresa. Com que no podia pagar a les tropes va prometre deu mil peces una vegada obtingut el tron. Va reunir un exèrcit de 4000 homes. Una altra versió diu que només va demanar al paixà una escorta lleugera, ja que estava convençut que en entrar al Marroc les tropes del seu nebot no el voldrien combatre. Sigui amb un exèrcit nombrós o amb una escorte lleugera, es va presentar al Marroc el febrer del 1576. Es va aturar a Al-Rukn al territori dels Beni Waretsin, on el va anar a trobar el seu nebot. Les tropes andalusines d'aquest, manades per Said al-Daghali, van desertar i es van passar a Abd al-Malik; tement que altres tropes seguirien l'exemple, o potser perquè algunes més ho van fer, Abu Abd Allah Muhammad II al-Maslukh va fugir primer cap a Fes on va recollir les seves coses més valuoses, i després cap a Marràqueix, i Abd al-Malik va entrar a Fes sense lluita (finals de març de 1576). Llavors va pagar als turcs (amb un préstec obtingut dels notables de Fes) i es va disposar a anar a Marràqueix. El seu nebot va decidir combatre i va marxar amb un exèrcit i els dos bàndols van xocar a Khandak al-Rihan, prop d'al-Sharath a la província de Salé; Abu Abd Allah Muhammad II fou derrotat i va fugir cap a Marràqueix. Ahmad al-Mansur, germà d'abd al-Malik, va perseguir al fugitiu cap a la ciutat i al-Maslukh quan ho va saber va abandonar Marràqueix i es va refugiar a les muntanyes Daren. Ahmad va ocupar Marràqueix pel seu germà que aviat es va presentar a la ciutat. Va fer un intent de perseguir a al-Maslukh però se li va perdre la pista i va renunciar.
Al-Maslukh havia estat errant per les muntanyes sense parar en lloc, i de mica en mica va reunir una banda d'homes important, amb els quals inesperadament va atacar Marràqueix. Abd al-Malik va saber que venia i va sortir al seu encontre però arribava per un camí diferent de l'esperat i es va presentar a Marràqueix on fou ben rebut per la població que el va proclamar altre cop, però no va poder ocupar la ciutadella vigilada per 3000 soldats i amb Miriam, la germana del sultà Abd al-Malik. Aquest va assetjar la ciutat i va cridar al seu germà Ahmad que havia anat a Fes on exercia com el seu delegat. Quan Ahmad va arribar, al-Maslukh va fugir de Marràqueix amb la seva gent en direcció al Sus, però la població local va mantenir el setge fins que alguns notables van facilitar l'entrada a Abd al-Malik. Ahmed va sortir en persecució d'al-Maslukh i li va lliurar algunes escaramusses poc afortunades pel fugitiu que sempre fugia i va acabar refugiat altre cop a les muntanyes Deren i d'allí va passar a Tànger on va demanar el suport del rei dels cristians (el rei de Portugal) que li va concedir.
El rei Sebastià de Portugal va desembarcar a Arcila, on descansar uns dies i es va dirigir després cap a Kasr al-Kabir, població situada en el camí de Fes. L'exèrcit portuguès estava compost per 500 vaixells i dos mil genets i dinou mil infants, entre ells 3.000 mercenaris de Flandes i Alemanya, i 300 italians, i amb els auxiliars uns 26.000 homes incloent els 300 homes que tenia el príncep marroquí; el seu rival Abu Marwan Abd al-Malik disposava de quinze mil arcabussers, cinc mil escollits, dos mil arcabussers a cavall, i quaranta-dos mil genets amb llança.
El 4 d'agost de 1578 va tenir finalment lloc la batalla a la vora del Wadi l-Makhazin (riu de la Podridura) afluent del uadi Lukkus. L'atac el van iniciar els arcabussers a cavall marroquins, que van superar l'artilleria portuguesa, mentre que la infanteria portuguesa va aguantar l'atac dels infants marroquins. El segon atac de la cavalleria marroquina va derrotar la cavalleria portuguesa en ambdós flancs, però l'atac es va aturar i la infanteria portuguesa va avançar, deixant un espai al flanc dret que fou aprofitat pels arcabussers marroquins, que van separar el flanc dret portuguès de la seva rereguarda, destruint l'exèrcit invasor, morint no només Sebastià I de Portugal, sinó molts dels seus familiars, la flor i nata de la noblesa portuguesa, el seu aliat Abu Abd Allah Muhammad II al-Maslukh que en la fugida nadant pel riu Lukkus se'l va emportar el corrent i es va ofegar. També va morir Abu Marwan Abd al-Malik I que segons es diu va ser enverinat per Ridwan al-Uldj, un oficial turc que esperava que amb la seva mort els turcs podrien aprofitar per prendre el control de Fes, ja que Ahmad també era al camp de batalla; li hauria donat una beguda enverinada i hauria mort abans de començar el combat, però un renegat cordovès, Sulayman del Pozo, va ocultar la mort que no es va saber fins que va acabar la batalla. Per haver mort tres sobirans aquesta batalla ha passat a la història com la batalla dels Tres Reis. Ahmad al-Mansur fou proclamat sultà al mateix camp de batalla i va retornar a Fes ràpidament on fou jurat, permetent el rescat dels presoners cristians pel rei de Catalunya-Aragó i Castella, Felip II de Castella, a canvi d'una suma considerable.
Abd al-Malik fou enterrat a Marràqueix.